# Greg Holmes
Greg Holmes (n, 29 de agosto de 1963 en Covina, Estados Unidos) es un jugador de tenis con nacionalidad estadounidense. En su carrera ha conquistado un torneo a nivel ATP, su mejor posición fue Nº22 en febrero de 1985.

## Títulos (1; 0+1)

### Dobles (1)
| Leyenda                |
| Grand Slam (0)         |
| Tennis Masters Cup (0) |
| ATP Masters Series (0) |
| ATP Tour (1)           |

| N.º | Fecha | Torneo     | Superficie | Pareja        | Oponentes en la final   | Resultado |
| --- | ----- | ---------- | ---------- | ------------- | ----------------------- | --------- |
| 1.  | 1987  | Livingston | Dura       | Gary Donnelly | Ken Flach Robert Seguso | 7–6, 6–3  |